# تأنيث مكتسب
التأنيث المكتسب هو أن يكتسب الاسم المذكر تأنيثا بإضافته إلى اسم مؤنث، نحو قوله تعالى (يوم تجد كل نفس ما عملت)، حيث جاءت (كل) مؤنثة لإضافتها إلى مؤنث.